# Affinamento del grano

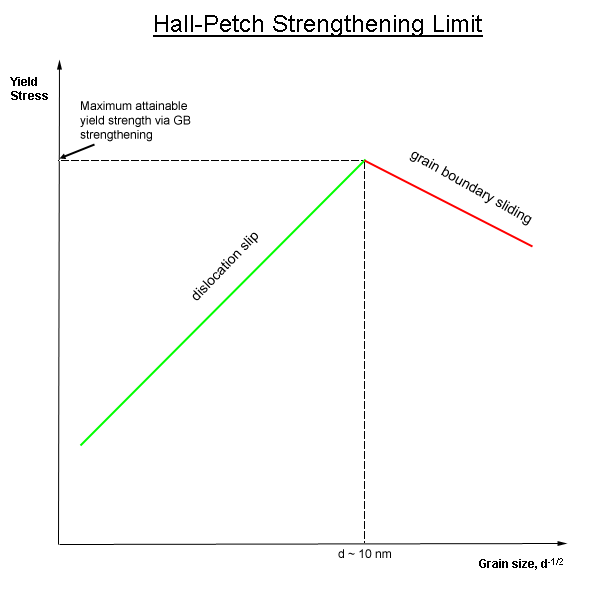
Figura 1: Il rafforzamento di Petch-Hall è limitato dalla densità delle dislocazioni.Una volta che le dimensioni del grano cristallino raggiungono i 10nm, i bordi di grano cominciano a slittare.

L'affinamento del grano (o rafforzamento di Petch-Hall) consiste nel ridurre la dimensione del grano cristallino, solitamente al fine di rafforzare un solido cristallino come l'acciaio.
È basato sull'osservazione che i bordi di grano impediscono il movimento delle dislocazioni e che la loro densità all'interno di un grano ha un effetto sulla facilità di attraversamento dei bordi di grano da parte delle dislocazioni per spostarsi da un grano all'altro. Così, cambiando le dimensioni del grano si può influenzare il movimento delle dislocazioni e la tensione di snervamento. Per esempio, alcuni modi per realizzarlo sono i trattamenti termici post-deformazione plastica, e l'aumento della velocità di solidificazione.

## Teoria del rafforzamento per affinamento
I bordi di grano agiscono come "punti di perno" impedendo l'ulteriore propagazione delle dislocazioni. Poiché grani adiacenti tra loro hanno un'orientazione diversa, ad una dislocazione è richiesta più energia per muoversi nel grano adiacente poiché deve anche cambiare direzione. Il bordo del grano è molto più disordinato dell'interno del grano, e questo previene anche le dislocazioni dal muoversi in un piano di scorrimento continuo. L'impedimento di questo movimento delle dislocazioni ritarderà l'inizio delle deformazioni plastiche, cioè alzerà la tensione di snervamento del materiale.
Applicando una certa tensione, le dislocazioni esistenti generate dalle sorgenti di Frank-Read si muoveranno attraverso un reticolo cristallino fino ad incontrare un bordo grano, dove il grande sfasamento atomico tra differenti grani crea una tensione repulsiva che si oppone alla continuazione del moto della dislocazione. Se più dislocazioni si muovono verso questo confine, si verifica un "accumulo" delle dislocazioni incapace di attraversarlo. Siccome le dislocazioni generano un campo di tensioni repulsivo, ogni successiva dislocazione applicherà una forza repulsiva alla dislocazione collidente col bordo grano. Queste forze repulsive agiscono come forza guidante per ridurre la barriera energetica per la diffusione attraverso il confine, e inoltre va considerato che la sovrapposizione addizionale causa la diffusione di dislocazioni attraverso il bordo grano, permettendo un'ulteriore deformazione del materiale. La riduzione del diametro del grano diminuisce l'ammontare delle possibili sovrapposizioni al confine, aumentando quello delle tensioni applicate necessarie a muovere una dislocazione attraverso un bordo grano. Maggiore è la tensione applicata per muovere la dislocazione, maggiore diventerà la tensione di snervamento. Infine si conclude con l'affermazione che esiste dunque una proporzionalità inversa tra la dimensione dei grani e la tensione di snervamento, come verrà dimostrato dall'equazione di Petch-Hall. Comunque quando esiste un radicale cambiamento nell'orientazione di due grani adiacenti, le dislocazioni potrebbero non muoversi necessariamente da un grano all'altro ma creare invece una nuova sorgente di dislocazioni nel grano adiacente. La teoria rimane la stessa quando più bordi grano creano più opposizioni al movimento delle dislocazioni e sortisce un rafforzamento del materiale.
Ovviamente c'è un limite a questa modalità di rafforzamento, siccome non esistono materiali infinitamente resistenti. Le dimensioni del grano possono spaziare da circa 100micron (grano grosso) a 1 micron (grano fine). Al di sotto di questi, la dimensione delle dislocazioni comincia ad essere paragonabile alla dimensione dei grani. Alla dimensione di grano circa 10 micron, solo una o due dislocazioni possono trovare posto all'interno del grano (vedi Figura 1 di seguito). Questo schema proibisce l'accumulo di dislocazioni e non si traduce mai in diffusione attraverso il bordo grano. Il reticolo compone le tensioni applicate con uno scorrimento del bordo grano, che diventa un decremento nella tensione di snervamento del materiale.
Per comprendere il meccanismo del rafforzamento per affinamento del grano bisogna capire la natura delle interazioni dislocazione-dislocazione. Le dislocazioni creano un campo di tensioni attorno a sé stesse dato dalla:
{\displaystyle \sigma \propto Gbln({\dfrac {r}{r_{0}}})},
dove G è il modulo di taglio del materiale, e b è il vettore di Burgers. Se le dislocazione sono nel giusto allineamento le une rispetto alle altre, i campi di forze locali che creeranno si annichileranno. questo aiuta il movimento delle dislocazioni attraverso i grani e i loro confini. Perciò, più dislocazioni sono presenti su un grano, maggiori saranno i campi di forze subiti da una dislocazione vicino ad un bordo grano:
{\displaystyle \tau _{felt}=\tau _{applied}+n_{dislocation}\tau _{dislocation}}

### Rafforzamento subgranulare
Un subgrano è una parte del grano che è solo debolmente disassata rispetto alle altre parti del grano. Si stanno svolgendo correntemente delle ricerche per osservare l'effetto di un rafforzamento subgranulare dei materiali. Per esempio, quando materiali a base di Fe sono mulinati per periodi lunghi (per esempio 100+ ore), si osserva la formazione di subgrani di 60-90 nm. È stato provato che più alta è la densità di subgrani, maggiore è la tensione di snervamento del materiale dovuta all'incremento di bordi subgrano. La resistenza del metallo fu trovata variare reciprocamente con la dimensione del subgrano, in modo analogo alla equazione di Petch-Hall. Il rafforzamento del confine di subgrano ha anche un punto di collasso ad una dimensione subgrano di circa 0.1 nm, che è quella limite per cui una minore decrementerebbe la tensione di snervamento. .

## Equazione di Petch-Hall
| Materiale     | σo [MPa] | k [MPa m1/2] |
| ------------- | -------- | ------------ |
| Rame          | 25       | 0.11         |
| Titanio       | 80       | 0.40         |
| Acciaio dolce | 70       | 0.74         |
| Ni3Al         | 300      | 1.70         |

C'è una relazione inversa tra la tensione di snervamento delta e le dimensioni del grano ad una certa tensione, x.
{\displaystyle \Delta \tau \propto {k \over {d^{x}}}}
dove k è il coefficiente di incrudimento, che come x è specifico del materiale. Più piccole sono le dimensioni medie dei grani, più piccola è la tensione repulsiva subita da una dislocazione a bordo grano e più alta è la tensione applicata necessaria per il propagarsi della dislocazione attraverso il materiale.
La relazione tra la tensione di snervamento e le dimensioni del grano sono descritte analiticamente dall'equazione di Petch-Hall
{\displaystyle \sigma _{y}=\sigma _{0}+{k_{y} \over {\sqrt {d}}}}
dove σy è la tensione di snervamento, σo è una costante del materiale per la tensione di inizio movimento delle dislocazioni (o la resistenza del reticolo al moto delle dislocazioni), ky è il tasso di incrudimento (una costante unica per ogni materiale), e d è il diametro medio del grano.
Teoricamente, un materiale potrebbe essere infinitamente resistente se i grani fossero resi infinitamente piccoli. Questo è tuttavia impossibile, poiché il limite inferiore alla dimensione dei grani è la singola cella unitaria del materiale. E comunque, se i grani di un materiale sono della dimensione di una singola cella unitaria, il materiale è in effetti amorfo, non cristallino, poiché non esiste un ordine a lungo raggio, e le dislocazioni non si possono definire in un materiale siffatto. È stato sperimentalmente osservato che la microstruttura a più alto limite di snervamento possiede una dimensione grano di circa 10 nm, poiché grani più piccoli innescano un altro meccanismo di snervamento, lo scorrimento del bordo grano. L'ingegneria di materiali con questa dimensione grano ideale è tuttavia difficoltosa e come tale possono essere realizzati con questo spessore solo sottili film.

### Storia
Nei primi anni cinquanta due serie di articoli vennero scritte indipendentemente sulla relazione tra dimensioni del grano e resistenza meccanica:
Nel 1951, all'Università di Sheffield, E.O. Hall scrisse tre pubblicazioni che apparirono nel volume 64 dei Proceedings of the Physical Society. Nella sua terza pubblicazione, Hall mostrava che la lunghezza delle bande di scorrimento o lunghezze di cedimento corrispondevano alle dimensioni del grano e come tale poteva essere stabilita una relazione tra i due. Hall si concentrò sulle proprietà di snervamento degli acciai dolci.
Basandosi sul suo iter sperimentale degli anni 1946–1949, N.J. Petch della Università di Leeds, pubblicò un articolo nel 1953 indipendentemente da quello di Hall, concentrandosi sulla frattura fragile. Misurando la variazione nella differenza di resistenza rispetto alle dimensioni di grano ferritico a temperature molto basse, Petch trovò una relazione esattamente corrispondente a quella di Hall. Perciò quest'importante equazione fu dedicata sia a Hall che a Petch.

### Relazione di Petch-Hall inversa
L'equazione di Petch-Hall fu trovata sperimentalmente essere un modello efficace per materiali con dimensioni del grano spazianti da 1mm a 1µm. Conseguentemente si credette che se il diametro medio del grano avesse potuto essere diminuito fin oltre la scala del nanometro la tensione di snervamento avrebbe continuato ad aumentare. Ciononostante, esperimenti su molti materiali nanocristallini hanno dimostrato che se i grani raggiungessero una dimensione abbastanza piccola, sotto la dimensione critica del grano che è tipicamente minore di 100 µm, la tensione di snervamento rimarrebbe costante o addirittura diminuirebbe con la dimensione del grano. Questo fenomeno è stato designato col nome di relazione di Petch-Hall inversa. È stata proposta una varietà di differenti meccanismi alla base di questa relazione. Come suggerito da Carlton et al. essi ricadono in quattro categorie, basate su:
1. Dislocazioni
2. Diffusione
3. Scorrimenti di bordo grano
4. Sistemi bifase.

Altre spiegazioni che sono state proposte per razionalizzare l'apparente distensione degli metalli nanogranulari includono la bassa qualità dei campioni e la soppressione delle sovrapposizione delle dislocazioni.
Molte delle prime misurazioni dell'effetto Petch-Hall inverso risultarono effettivamente da difformità non riconosciute nei provini. La presenza di vuoti nei metalli nanocristallini sarebbe senza dubbio legata alle loro minori proprietà meccaniche.
La sovrapposizione delle dislocazioni a bordo grano è un meccanismo caratterizzante la relazione di Petch-Hall. Una volta che le dimensioni dei grani si abbassano al di sotto della distanza di equilibrio tra le dislocazioni, perciò, questa relazione non dovrebbe più essere valida, ed in ogni caso non è interamente chiaro quale esattamente dovrebbe ivi essere la dipendenza della tensione di snervamento dalle dimensioni del grano.

## Affinamento del grano
L'affinamento del grano, conosciuto anche come inoculazione, è l'insieme delle tecniche utilizzate per implementare il rafforzamento per affinamento del grano in metallurgia. Le tecniche specifiche e il meccanismo corrispondente varieranno sulla base dei materiali considerati.
Un metodo per controllare le dimensioni del grano nelle leghe di alluminio è l'introduzione di particelle come nucleanti, ad esempio di Ti al 5%. I grani accresceranno attraverso nucleazione eterogenea; cioè, per un dato grado di sottoraffreddamento della temperatura di fusione, le particelle di alluminio nel bagno di fusione nucleeranno sulla superficie delle particelle aggiunte. I grani cresceranno in modo dendritico sviluppandosi radialmente a partire dalla superficie del nucleante. Possono essere aggiunte anche delle particelle di soluto (chiamate affinatori del grano) che limitano la crescita dendritica portando così indirettamente all'affinamento del grano. TiB2 è un comune nucleante di grano per leghe di alluminio; tuttavia, sono stati suggeriti alcuni nuovi nucleanti come Al3Sc.
Una tecnica comune consiste nell'indurre una frazione esigua del bagno a solidificare ad una temperatura molto più alta del resto; questo genererà seed crystals che agiranno come supporto quando il resto del materiale cadrà alla sua temperatura di fusione e comincerà a solidificare. Siccome viene prodotto un numero enorme di cristalli nucleanti, ne risulta un numero uguale di grani cristallini, e la dimensione di ciascun grano è limitata.
| Metallo     | Inoculante                       |
| ----------- | -------------------------------- |
| Ghisa       | FeSi, SiCa, grafite              |
| Leghe di Mg | Zr, C                            |
| Leghe di Cu | Fe, Co, Zr                       |
| Leghe Al-Si | P, Ti, B                         |
| Leghe di Pb | As, Te                           |
| Leghe di Zn | Ti                               |
| Leghe di Ti | alluminio-titanio intermetallici |